# Carole Caldwell Graebner
Carole Caldwell Graebner (Pittsburgh, 24 de junho de 1943 – 19 de dezembro de 2008) foi uma tenista estadunidense.  